# Arisaema bottae
Arisaema bottae är en kallaväxtart som beskrevs av Heinrich Wilhelm Schott. Arisaema bottae ingår i släktet Arisaema och familjen kallaväxter. Inga underarter finns listade.